# Loughmoe Castle
Loughmoe Castle (auch Loughmore Castle, irisch Caisleán Luachma, älter  Caisleán Luach Magh) ist die Ruine einer Niederungsburg im Dorf Loughmore bei Templemore im irischen County Tipperary. Die Burg war früher die Residenz der Familien Purcell und Butler sowie der Barone Loughmoe.
Man kann die Burgruine von der Eisenbahnstrecke Dublin-Cork zwischen den Bahnhöfen von Templemore und Thurles aus sehen. Wenn man von der Nationalstraße N62 abzweigt und durch das Dorf fährt, liegt die Burgruine rechter Hand, nachdem man die Eisenbahnbrücke unterquert hat und bevor man die Brücke über den Fluss Suir erreicht.

## Geschichte
Der älteste Teil der Burg wurde im 15. oder 16. Jahrhundert errichtet. Ursprünglich bestand die Burg aus einem vierstöckigen Tower House. Die Familie Purcell ließ die Burg im 17. Jahrhundert erweitern. Sie lebten bis etwa 1760 auf der Burg, dann verfiel sie.

## Weblinks und Quellen

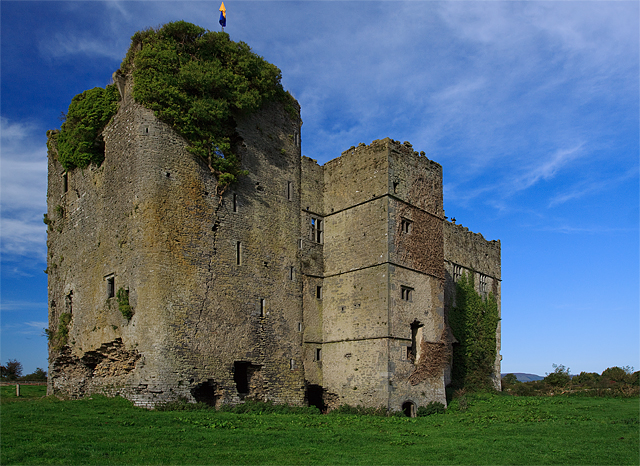
Loughmoe Castle von der katholischen Kirche aus